# Мафикенг
Мафикенг, до 1980 года Мафекинг (тсвана Mafikeng, англ. Mafeking) — город в ЮАР, центр Северо-Западной провинции, расположенный на границе с Ботсваной, в 1400 км от Кейптауна и 260 км от Йоханнесбурга. В 2001 году население города составляло 49 300 человек. Расположен на степной равнине на высоте 1500 м по берегам реки Молопо.

## История
Первоначально в районе города размещалась резиденция вождей племени баролонг, принадлежащего к тсвана. В 1880-е годы британские колонисты, выкупив у вождей землю, основали поселение Мафикенг, что переводится с языка тсвана как место камней. Позднее жители стали произносить название как Мафекинг. Во Вторую англо-бурскую войну город, гарнизоном которого командовал Роберт Баден-Пауэлл, был осаждён бурами с октября 1899 до мая 1900 года, после чего они сняли осаду. Город относился первоначально к колонии Бечуаналенд, будучи его центром, с 1895 — к Капской колонии, с 1910 — к ЮАС. Также в Мафикенге размещался центр соседнего протектората Бечуаналенд с 1885 по 1965.
В 1970-е годы в городе располагалась временная столица бантустана Бопутатсвана, в состав которого он не входил. Вскоре рядом была построена столица бантустана, Ммабато. В 1980 году город был официально переименован в Мафикенг. После ликвидации бантустана в 1994 году Мафикенг и Ммабато были объединены, причём Мафикенг стал столицей Северо-Западной провинции.

## Транспорт
Мафикенг — железнодорожный узел. Через город проходит трансафриканское Шоссе Каир-Кейптаун, Транскалахарская автомагистраль и несколько региональных автомобильных дорог. В пригороде расположился аэропорт Махикенг.

## Климат
| Показатель              | Янв.  | Фев. | Март | Апр. | Май  | Июнь | Июль | Авг. | Сен. | Окт. | Нояб. | Дек. | Год   |
| ----------------------- | ----- | ---- | ---- | ---- | ---- | ---- | ---- | ---- | ---- | ---- | ----- | ---- | ----- |
| Средний максимум, °C    | 30,6  | 29,3 | 28,2 | 25,8 | 22,8 | 20,4 | 20,2 | 23,4 | 26,9 | 29,5 | 29,7  | 30,5 | 26,4  |
| Средняя температура, °C | 23,7  | 22,8 | 21,4 | 18,2 | 14,3 | 11,4 | 11,3 | 14,2 | 18,1 | 21,3 | 22,4  | 23,4 | 18,5  |
| Средний минимум, °C     | 16,8  | 16,4 | 14,6 | 10,5 | 5,8  | 2,3  | 2,4  | 5,0  | 9,3  | 13,2 | 15,0  | 16,3 | 10,6  |
| Норма осадков, мм       | 111,5 | 83,1 | 79,0 | 53,3 | 14,7 | 5,6  | 2,5  | 5,5  | 15,2 | 43,7 | 68,6  | 85,5 | 568,2 |
| Источник: ,             |       |      |      |      |      |      |      |      |      |      |       |      |       |

## Образование
В городе расположен один из кампусов Северо-западного университета.